# پایگاه هوایی اوروکس فاوویل
پایگاه هوایی اوروکس فاوویل (به انگلیسی: Évreux-Fauville Air Base) یک فرودگاه است . این فرودگاه در شهر اورو کشور فرانسه قرار دارد .